# ديفيد فليتشير
ديفيد فليتشير (6 يوليو 1924 - 27 أبريل 2015) (بالإنجليزية: David Fletcher)‏ هو لاعب كريكت بريطاني (وحمل سابقاً جنسية المملكة المتحدة لبريطانيا العظمى وأيرلندا).

## وصلات خارجية
- ديفيد فليتشير على موقع إي آس بي آن كريك إنفو (الإنجليزية)